# Шарибоксад
Шарибоксад (мар. Руш Шайра) — деревня в Волжском районе Республики Марий Эл. Входит в состав Сотнурского сельского поселения.

## География
Находится в южной части республики Марий Эл на расстоянии приблизительно 39 км по прямой на северо-восток от районного центра города Волжск.

## История
Известна с 1763 года как деревня с населением 120 человек. В 1859 году здесь было 36 дворов и 271 житель, в 1887 524 жителя (460 мари, остальные русские), в 1905 391 человек (61 двор), в 1980 290 человек (83 хозяйства). В советское время работали колхозы «Илья-Нур», им. XXII съезда партии, им. Карла Маркса. С 1992 года действует КДП «Шайра кундем», с 2001 года — ПСХА «Шайра кундем».

## Население
Население составляло 160 человек (мари 99 %) в 2002 году, 142 в 2010.

## Известные уроженцы
Ватюков Василий Тихонович (1910—1985) — марийский советский партийный деятель. Заместитель Председателя Президиума Верховного Совета Марийской АССР II созыва (1947—1951). Член ВКП(б) с 1936 года.